# Dnevnik
Dnevnik – słoweński dziennik ogólnoinformacyjny wydawany w Lublanie. Został założony w 1951 roku.
Nakład pisma wynosi ok. 80 tys. egzemplarzy.